# Wicked Game (Il Divo)
| Recensione | Giudizio |
| ---------- | -------- |
| AllMusic   |          |

Wicked Game è un album del gruppo musicale inglese Il Divo, pubblicato nel 2011.
L'album ha raggiunto la seconda posizione in Olanda, la terza in Svizzera, la quarta in Portogallo, la sesta nella Official Albums Chart, la settima in Spagna e la decima nella Billboard 200.

## Tracce
1. Wicked Game (Melanconia) – 4:15 (Chris Isaak)
2. Crying (Llorando) – 3:24 (Joe Melson, Roy Orbison)
3. Don't Cry for Me, Argentina – 5:14 (Tim Rice, Andrew Lloyd Webber)
4. Dov'è l'amore – 3:26 (Samuel Barber)
5. Falling Slowly (Te prometo) – 4:07 (Glen Hansard, Markéta Irglová, Rudy Pérez)
6. Come What May (Te amare) – 4:56 (David Baerwald, Kevin Gilbert)
7. Senza parole – 4:16 (Jörgen Elofsson, Patrick Jordan-Patrikios, Marco Marinangeli)
8. Stay (Ven a mi) – 3:20 (Siobham Fahey, Jean Guiot, Marcella Levy)
9. Sempre sempre – 3:47 (Savan Kotecha, Marco Marinangeli)
10. Time to Say Goodbye (Con te partirò) – 4:19 (Frank Peterson, Lucio Quarantotto, Francesco Sartori)

## Formazione
- Sébastien Izambard - tenore
- David Miller -  tenore
- Urs Bühler - tenore
- Carlos Marín - baritono